# Hallabro
Hallabro är en tätort i Ronneby kommun, Backaryds socken i Blekinge län. Orten var tidigare huvudort i Hallabro landskommun. Orten är belägen längs Riksvägen mellan Ronneby och Växjö och var tidigare stationsort vid Bredåkra-Tingsryds Järnväg. Det var i samband med att järnvägen färdigställdes år 1896 som samhället fick namnet Hallabro. I den nordöstra delen av samhället finns hembygdsgården Vannslätten som drivs av Backaryds-Öljehults socknars hembygdsförening.

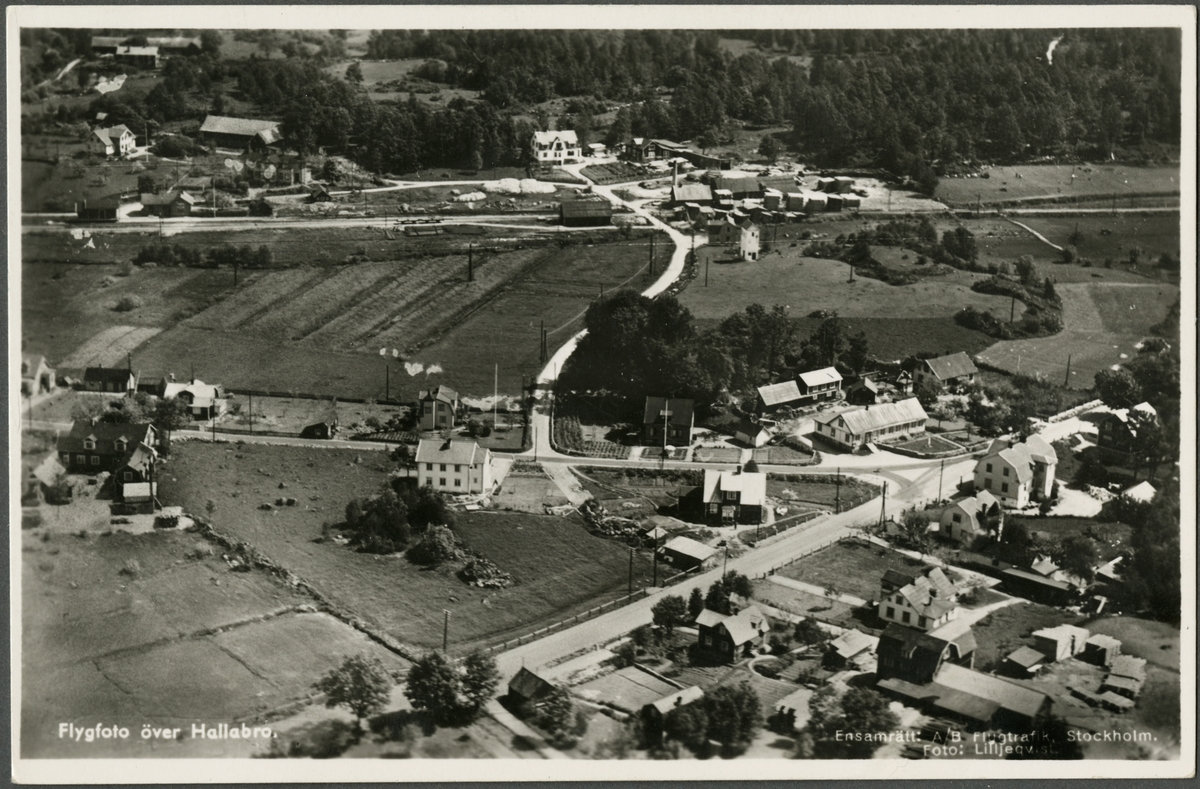
Flygfoto över Hallabro från 1933-1939 med Bredåkra-Tingsryds Järnväg i fonden. Fotografi av O. Liljeqvist ur Järnvägsmuseets samlingar.

## Befolkningsutveckling
| Befolkningsutvecklingen i Hallabro 1960–2020 | Befolkningsutvecklingen i Hallabro 1960–2020 | Befolkningsutvecklingen i Hallabro 1960–2020 | Befolkningsutvecklingen i Hallabro 1960–2020 | Befolkningsutvecklingen i Hallabro 1960–2020 |
| -------------------------------------------- | -------------------------------------------- | -------------------------------------------- | -------------------------------------------- | -------------------------------------------- |
|                                              |                                              |                                              |                                              |                                              |
| År                                           |                                              |                                              | Folkmängd                                    | Areal (ha)                                   |
| 1960                                         | 1960                                         |                                              | 265                                          |                                              |
| 1965                                         | 1965                                         |                                              | 246                                          |                                              |
| 1970                                         | 1970                                         |                                              | 277                                          |                                              |
| 1975                                         | 1975                                         |                                              | 307                                          |                                              |
| 1980                                         | 1980                                         |                                              | 335                                          |                                              |
| 1990                                         | 1990                                         |                                              | 318                                          | 49                                           |
| 1995                                         | 1995                                         |                                              | 292                                          | 49                                           |
| 2000                                         | 2000                                         |                                              | 266                                          | 49                                           |
| 2005                                         | 2005                                         |                                              | 252                                          | 49                                           |
| 2010                                         | 2010                                         |                                              | 254                                          | 49                                           |
| 2015                                         | 2015                                         |                                              | 261                                          | 61                                           |
| 2020                                         | 2020                                         |                                              | 244                                          | 61                                           |
|                                              |                                              |                                              |                                              |                                              |

## Idrott
Hallabro IF spelar sina matcher på Björkvallen, en idrottsanläggning belägen i den nordvästra delen av samhället. Laget är sedan 1970 ihopslaget med Belganets IF.

## Personer från orten
Skådespelaren och sångaren Kenneth "Kenta" Gustafsson bodde i Hallabro under en period. Han reflekterade över livet där i låten Hallabro, som gavs ut på Modstrilogins soundtrack.